# Infias (Vizela)
Infias is een plaats (freguesia) in de Portugese gemeente Vizela en telt 1765 inwoners (2001).